# Бискајски залив
Бискајски залив (фр. Golfe de Gascogne, лат. Sinus Cantabricus) је залив Атлантског океана., који се простире од северне обале Галиције у Шпанији до Бретање на северозападу Француске.
Ова поморска регија је позната по лошем времену, јаким олујама и екстремно високим таласима.
Залив има површину од око 225.000 km², док му је максимална дубина 4.735 метара. У залив се уливају велике француске реке — Вилен, Лоара, Шарант, Жиронда и Адур. У Шпанији нема већих река које се уливају у залив. Бискајски залив је богат рибом.
Јужни део Бискајског залива, испред обале Шпаније, најчешће се помиње под именом „Кантабријско море” (шп. Mar Cantábrico).
Један део шпанске обале Бискајског залива је познат по туризму. То је Коста Верде (шп. Costa Verde, срп. Зелена обала). Познато летовалиште на француском делу обале је Бијариц.
Значајне луке Бискајског залива су:
- у Француској: Брест, Лорјан, Сен Назер, Ла Рошел, Бордо, Бајон
- у Шпанији: Билбао, Сантандер, Хихон, Ла Коруња.

## Географија
Делови епиконтиненталног појаса протежу се далеко у залив, што резултира прилично плитким водама у многим областима, а самим тим и немирним морима по којима је регион познат. У заливу се јављају велике олује, посебно током зимских месеци. Бискајски залив је дом неких од најжешћих временских услова у Атлантском океану; тамо се јављају ненормално високи таласи. Све до последњих година била је редовна појава да се трговачки бродови тону у Бискајским олујама.

### Опсег
Међународна хидрографска организација дефинише границе Бискајског залива као „линију која спаја Кап Ортегал (43° 46′ N 7° 52′ W / 43.767° С; 7.867° З) и Пенмарч Појнт (47° 48′ N 4° 22′ W / 47.800° С; 4.367° З)“.
Најјужнији део је Кантабријско море.

### Клима
У касно пролеће и рано лето велики троугао магле испуњава југозападну половину залива, покривајући само неколико километара у унутрашњости.
Како зима почиње, време постаје озбиљније. Депресије врло често улазе са запада и или се одбијају на север ка Британским острвима или улазе у долину Ебро, осуше се и коначно се поново рађају у облику снажних олуја са грмљавином када стигну до Средоземног мора. Ове депресије узрокују лоше временске прилике на мору и доносе лагану, али веома сталну кишу на његове обале (познату као орбало, сиримири, морина, орбају, орпин или калабобос). Понекад се формирају моћне олује са ветром ако притисак брзо опадне (Галернас), путујући Голфском струјом великом брзином, налик на ураган и коначно се обрушавајући у овај залив својом максималном снагом, као што је Клаусова олуја.

## Историја
Јужни крај залива се такође назива на шпанском „Mar Cantábrico“ (Кантабријско море), од Естака де Барес, све до ушћа реке Адоур, али се овај назив углавном не користи на енглеском. Римљани су га назвали у 1. веку пре нове ере као Sinus Cantabrorum (Залив Kантабриja) и такође, Mare Gallaecum (Море Галицијаца). На неким средњовековним мапама, Бискајски залив је означен као El Mar del los Vascos (Баскијско море).
Бискајски залив је био место многих познатих поморских ангажмана током векова. Године 1592, Шпанци су победили енглеску флоту током Битке код Бискајског залива. Бискајска кампања јуна 1795. састојала се од серије маневара и две битке између британске Флоте Ламанша и француске Атлантске флоте код јужне обале Бретање током друге године Француских револуционарних ратова. УСС Калифорнијан је потонуо овде након што је ударио у поморску мину 22. јуна 1918. године. Године 1920, СС Африка је потонуо након што је изгубио погон и нанет је на гребен у олуји са губитком 575 живота. Дана 28. децембра 1943, Битка код Бискајског залива вођена је између ХМС Глазгова и ХМС Ентерпрајза и групе немачких разарача у оквиру операције Стоунвол током Другог светског рата. Подморница У-667 је потонула 25. августа 1944. на позицији 46° 00′ N 01° 30′ W / 46.000° С; 1.500° З, када је налетела на мину. Сво особље је било изгубљено.

## Дивљи свет

### Еколошки парк Плајаунди
Еколошки парк Плајаунди је обалска мочвара од 24 хектара која лежи на месту где се река Бидасоа сусреће са морем у Бискајском заливу. Природа Плајаундија се састоји од широког спектра флоре (посетиоци их посматрају углавном у пролеће) и фауне (посетиоци са двогледи приспевају током целе године, због миграторних навика птица. Овај парк природе садржи разне птице, гмизавце, сисаре и инсекте.

### Морски сисари
Трајекти од Хихона до Нанта/Сен Назера, Портсмута до Билбаа и од Плимута, Портсмута и Пула до Сантандера пружају један од најпогоднијих начина да се виде китови у европским водама. Често се специјалистичке групе користе трајектом да би чуле више информација. Волонтери и запослени у ORCA редовно посматрају и прате активност китова са моста бродова на Британи фериз путу од  Портсмута до Сантандера. У овој области се могу видети многе врсте китова и делфина. То је једно од ретких места на свету где су кљунасти китови, као што је Кјувијеов кит, релативно често примећени. Бискајска организација Долфинско истраживање је пратила активност китова са брода П&О Ферис Понос Билбаа, на путовањима од Портсмута до Билбаа.
Северноатлантски прави китови, једни од најугроженијих китова, некада су долазили у залив ради исхране, а вероватно и због тељења, али активности баскијског лова на китове скоро су их довеле до изумирања негде пре 1850-их. Сматра се да је источна популација ове врсте скоро изумрла, и нема података о правим китовима у Бискајском заливу осим једног пара из 1977. године (вероватно мајка и теле) на 43° 00′ N 10° 30′ W / 43.000° С; 10.500° З, и још једаног пара у јуну 1980. Други записи у касном 20. веку укључују један код Галиције на 43° 00′ N 10° 30′ W / 43.000° С; 10.500° З у септембру 1977. о чему је извештавала китоловска компанија и још један виђен код Иберијског полуострва .
Grammatostomias flagellibarba (змајевска риба без крљушти) је пореклом из ових вода.